# Jim Robinson
Jim Robinson, également nommé Big Jim Robinson ou Jim Crow , est un musicien de jazz américain né le 25 décembre 1892 et mort le 4 mai 1976.

## Biographie
Robinson est né le jour de Noël 1892, dans la paroisse de Plaquemines. il a commencé par apprendre la guitare avec James (Jim) Brown Humphrey (en), qui a enseignait la musique aux jeunes dans de nombreuses paroisses rurales. Il s'est mis au trombone plus tard, lorsqu'il a servi dans l'armée américaine en France pendant la Première Guerre mondiale. Robinson aurait appris le trombone à la demande de Willie Foster, qui l'a suggéré comme une alternative aux armes à feu ou aux pelles.
Jim Robinson est devenu une des figures du jazz de la Nouvelle-Orléans.
Il est connu pour jouer avec le groupe de Sam Morgan (en) pendant près d'une décennie ainsi que pour ses nombreuses sessions d'enregistrement avec Bunk Johnson. Robinson a beaucoup voyagé avec George Lewis dans les années 1950.et il a été l'un des artistes les plus populaires à Preservation Hall dans les dernières décennies de sa carrière, en jouant avec Sweet Emma Barrett, Percy Humphrey, et d'autres.

## Discographie
- New Orleans: The Living Legends (Riverside Records)
- Classic New Orleans Jazz Vol. 2 From The Rare Center Series (Biography Records, 1993, 2007)